# Celtic Tiger
 (avril 2012).
Si vous disposez d'ouvrages ou d'articles de référence ou si vous connaissez des sites web de qualité traitant du thème abordé ici, merci de compléter l'article en donnant les références utiles à sa vérifiabilité et en les liant à la section « Notes et références ».
Celtic Tiger (Michael Flatley’s Celtic Tiger) est un spectacle irlandais, composé de danses, de chants et de musiques celtiques.
Il a été créé par le danseur Michael Flatley.

## Histoire
Flatley, connu pour ses deux spectacles Lord of the Dance et Feet of Flames, est également le créateur et le producteur du spectacle Celtic Tiger. Après une pause de quatre ans dans sa carrière de danseur, il annonce l’arrivée d’un tout nouveau spectacle. 
C’est en été 2004 qu’il débute les répétitions de ce spectacle au SFX Theatre de Dublin, en Irlande. En automne 2004, les répétitions continuent au Shepperton Studios de Londres. En avril 2005, Flateney annonce sur son site web qu’il donnera une avant-première de son nouveau spectacle Celtic Tiger en juin 2005. Les 500 premiers fans à avoir envoyé un courriel aux administrateurs du site ont reçu des tickets d’entrée gratuits pour l’une des avant-premières du spectacle à Birmingham, en Angleterre, le reste des tickets étant destiné uniquement aux fans, amis, danseurs et à l’équipe du spectacle.
La première représentation de Celtic Tiger a lieu en privé, uniquement sur invitation, lors d’une performance au NIA de Birmingham, le 17 juin 2005. Le spectacle est présenté au public pour la première fois le 9 juin 2005 au Puskás Stadion de Budapest, en Hongrie. Une autre avant-première était prévue à Prague, en République tchèque, mais le spectacle fut annulé à la dernière minute, la raison officielle étant que le lieu du spectacle (qui comprenait une scène imposante spécialement construite pour le spectacle) n’était pas assez sécurisé pour les danseurs.
La tournée européenne de Celtic Tiger a commencé le 20 avril 2006 au Point Theatre de Dublin. Le 15 novembre 2006, la tournée est annulée car Flatley est hospitalisé pour une infection virale pendant deux semaines.

## Présentation
- « Celtic Tiger dresse le portrait de l’oppression d’un peuple et le tigre symbolise la naissance de leur Esprit et leur lutte pour la liberté. Celtic Tiger est mon œuvre la plus aboutie à ce jour. Budapest est l’une de mes villes préférées au monde et je ne peux imaginer meilleur endroit pour présenter mon nouveau spectacle » - Michael Flatley [réf. nécessaire].
- « Michael explique que le spectacle est une histoire qui raconte le voyage des Celtes. Il commence avec l’arrivée du christianisme, puis l’invasion des Normands, la reconstruction, la famine de 1840, l’occupation britannique puis la lutte pour l’indépendance et enfin, la nécessité de quitter le pays pour le nouveau monde, l’Amérique, et de recommencer sa vie au bas de l’échelle »[1].

## Membres à l'origine
| Michael Flatley      | Lisa Anderson     | Thomas Badger     | Desmond Bailey    |
| Lynsey Brown         | Cherie Butler     | Ciaran Connolly   | Martin Connolly   |
| Siobhan Connolly     | Arlene Cooke      | Sarah Doherty     | Alison Epsom      |
| David Folan          | Odette Galea      | Jason Gorman      | Damon Griffiths   |
| Cassandra Halloran   | Louise Hayden     | Mark Hennessy     | Niall Holly       |
| Laura Jones          | Joanne Kavanagh   | Megan Luke        | Maeve Madden      |
| Debbie Maguire       | Rachel Martin     | Owen McAuley      | Kathleen McCarthy |
| Brian McEnteggart    | Leigh Ann McKenna | Kevin McVittie    | Niamh O’Brien     |
| Damien O’Dochartaigh | Roisin O’Donnell  | Andrew O'Reilly   | Ian Oswald        |
| Zoltan Papp          | Gary Pender       | Katie Pomfret     | Sarah Redmond     |
| Margaret Revis       | Sarah Spratt      | Keagan Van Dooren | Bryana Verner     |
| Scott Walker         | Stephen Walker    |                   |                   |

## Musique

### Musiciens
- Declan O’Donoghue – Batterie et percussions (live)
- Jason Duffy – Batterie et percussions (DVD)
- Niamh Gallagher – Violon (DVD et live)
- Maire Egan – Violon (DVD)
- Aongus Ralston – Guitare basse (live)
- Gavin Ralston – Guitare (DVD et live)
- Cora Smith – Violon (DVD et live)
- Gary Sullivan – Synthétiseur (DVD et live)
- Brenda Curtin – Violon (DVD)
- John Colohan – Guitare (DVD)

### Chanteurs
- Una Gibney (DVD et live)
- Paul Harrington (DVD)
- Eimear Quinn

## Source
- Page de Celtic Cafe